# Inshallah (singolo)
Inshallah è un singolo del cantautore italiano Anansi, pubblicato l'11 aprile 2014 come primo estratto dall'album omonimo.

## Descrizione
Il brano è stato composto da Stefano Bannò, Les Baxter e Giovanni Luca Picariello. Per comporlo, Anansi ha utilizzato un campionamento tratto dal brano orchestrale degli anni cinquanta Hot Summer Night del compositore Les Baxter e ha poi inserito e arrangiato gli altri strumenti.
Inshallah ha inoltre la partecipazione del rapper Ghemon, che ne interpreta una strofa.

## Video musicale
Per Inshallah è stato realizzato un videoclip, diretto dal regista Matteo Scotton e girato in Marocco.

## Tracce
Download digitale
Testi di Stefano Bannò e Giovanni Luca Picariello, musiche di Stefano Bannò e Les Baxter.
1. Inshallah (feat. Ghemon) – 3:24